# 스패니쉬 무비
스패니쉬 무비(Spanish Movie)는 스페인에서 제작된 자비에르 루이즈 칼데라 감독의 2009년 코미디 영화이다. 알렉산드라 지메네즈 등이 주연으로 출연하였다.

## 출연

### 주연
- 알렉산드라 지메네즈
- 실비아 아브릴
- 카를로스 아레세스

### 조연
- 레티시아 도레라
- 에두아르도 고메즈
- 미셸 제너
- 호아킨 레예스
- 주아나 코데로
- 알레한드로 아메나바르